# Военный резерв Украины
Военный резерв Украины (укр. Військовий резерв України) — боевая единица в составе Вооружённых сил Украины, состоящая из резервистов. На случай особого периода в состав военного резерва, в обязательном порядке, относят всех военнослужащих уволенных со срочной воинской службы, воинской службы по призыву во время мобилизации. К военным званиям резервистов добавляется слово «резерва».
Действующая, к началу 2017 года, структура военного резерва утверждена постановлением Кабинета министров Украины от 12 ноября 2014 года № 607 «Об утверждении структуры военного резерва человеческих ресурсов» (изначально содержала отдельные категории территориального резерва (оперативный) и резерва усиления, в редакции от 05.08.2016 резерв усиления был объединён с территориальным в категорию «мобилизационный резерв»). Данное постановление было издано вместо постановления Кабинета министров Украины от 18 октября 2006 года № 1426, который предполагал наличие двух видов резерва — активного и вспомогательного.

## История
Военный резерв Украины был учреждён в 2006 году. Согласно закону от марта 2015 года все без исключения военнослужащие уволенные в запас зачисляются в оперативный резерв.
22 февраля 2022 года на фоне обострения российско-украинского кризиса Президент Украины Владимир Зеленский объявил о начале призыва резервистов в особый период.

## Структура

### Оперативный резерв
- Оперативный резерв I очереди — резерв органов управления, воинских частей, подразделений ВСУ, других военных формирований (правоохранительных органов специального назначения, Госспецтрансслужбы, Госспецсвязи), включающий резервистов и военнообязанных (преимущественно с опытом участия в антитеррористической операции), предназначенных для комплектования вооруженных сил и других военных формирований, прибывающих для выполнения обязанностей службы по вызову их командиров (начальников) как в мирное время, так и в особый период

- Оперативный резерв II очереди — включает резервистов и военнообязанных, предназначенных для комплектования военных частей вооружённых сил, формирующихся в особый период (стратегических резервов), новых формирований других военных формирований, должностей командного состава и определяющих боеспособность воинских частей, призываемых подразделений территориальной обороны в особый период военными комиссариатами, Центральным управлением или региональными органами Службы безопасности .

### Мобилизационный резерв
- Мобилизационный резерв — включает военнообязанных, предназначенных для комплектования воинских частей, подразделений территориальной обороны (должности, которые не определяют боеспособность), а также военнообязанных, которые могут быть привлечены для комплектования учебных центров с целью пополнения некомплекта в личном составе воинских частей вооруженных сил, других военных формирований, после соответствующей подготовки (получение соответствующей военно-учетной специальности)

### Общественный резерв
- Общественный резерв — включает граждан, не имеющих возрастных и физических ограничений по призыву на военную службу. Данные лица могут быть привлечены для комплектования вооруженных сил и других военных формирований в особый период.

## Численность
2018 (ноябрь)
- ОР1: 178 000[4]
- ОР2: 30.000

2018 (март)
- ОР1: 120 000[5]
- ОР2: 30.000[5]

2017
- 100 000[6]

## Состав
Военный резерв человеческих ресурсов в соответствии с военным учётом делится по:
- категориями запаса;
- разрядами по возрасту военнообязанных;
- военно-учетной специальностью;
- степенью пригодности к прохождению военной службы;
- местом пребывания военном учёте;
- опытом прохождения военной службы.